# 100万の命の上に俺は立っている
『100万の命の上に俺は立っている』（ひゃくまんのいのちのうえにおれはたっている）は、山川直輝（原作）、奈央晃徳（作画）による日本の漫画。略称は「俺100」。『別冊少年マガジン』（講談社）にて2016年7月号より連載中。2025年8月時点で累計部数は245万部を突破している。
週刊少年マガジン編集部の主催する漫画賞「マガジングランプリ」で2014年9月期佳作となった『オープン・ワールド/ゲリラ農奴>>能動』を連載化したもので、受賞作は原作の山川直輝自身が青年漫画風のリアルな作画をしていることを除けば連載版の3周目とほぼ同じ展開となっている。
4周目以降はそれぞれに現実世界の問題（4周目より順に宗教的対立、天災、麻薬問題、ブラック企業）を反映したクエストとなっており、単行本のエピソードの合間の原作者解説では、ゲーム内設定と並んで現実世界の説明が取り上げられている。

## あらすじ
人間嫌いの中学生四谷友助はある日の放課後、唐突に異世界に3人目のプレイヤーとして召喚される。ゲームマスターを名乗る未来人から完全攻略まで残り8周のクエストをクリアするように一方的に告げられた四谷は、クラスメイトの新堂衣宇と箱崎紅末とともにクエストに挑む。単独行動しつつも自分より強い2人を死なせないと奮闘しクエストをクリアする四谷だったが、周回ごとのクリア報酬で最終的に東京でドラゴンと戦わされることを知り、自分が頑張らなければ大嫌いな東京を滅ぼせる可能性に気づく。
4周目-コルトネル・デオック・ラドドーボ編-
騎士であるカハベルの協力を得て、4週目のクエスト荷物運びを行うプレイヤーたちだが、途中で宗教観の対立に巻き込まれ、独裁国家デオック王国の兵の罠にかかってカハベルの部下が死亡してしまう。プレイヤーの状態からこの世界が仮想現実だと考える四谷は報復でデオック王国の兵を殺すが、クエストクリア後にゲームマスターから、あの世界は仮想現実ではなく並行世界の地球だと告げられる。思いがけず人殺しになり動揺する四谷だったが、あくまで自分の信じる正義を貫くとゲームマスターに告げる。
5周目-災害の島ジフォン編-
クエストの成り行きでオーク討伐に参加するプレイヤーたちは、オークとの戦闘と噴火による災害で大勢の死者がでるなか、この事態を引き起こした竜術士を見つける。圧倒的な力を持つ竜術士に苦戦しつつもなんとか退けクエストをクリアし、元の世界に戻った四谷は6人目のプレイヤーであるグレンダ・カーターから、他国に自分たち以外のプレイヤーが存在することを知らされる。
6周目-イハル・ネモア麻薬戦争編-
プレイヤーたちは虹の階段という麻薬の使用者を減少させるため、原材料であるレイハーブ産出国であるイハル・ネモアに赴き、麻薬を生産しているカルテルの根絶を目指す。やがて、その背後には竜術士が絡んでいることが判明し、自警団やカルテルの一部に魔法使いカンティルと協力し竜術士を撃破。さらに麻薬工場の破壊しカルテルを降伏させ、カルテルがなくなり弱体化したマフィアも駆逐。しかし、一連の騒動で箱崎やカンティルは悪を裁くことに偏った四谷の正義感の危うさを心配する。元の世界に戻ったプレイヤーたちは他国のプレイヤーとの情報をすり合わせ元の世界と異世界が繋がり始めていることを知る。
7周目-ブラック労働王国編-

6周目-死出の旅編-(小説版)

## 登場人物
声の項はテレビアニメ版の声優。

### プレイヤー
6周目終了時点で8つのチームが確認されている。

#### 日本のプレイヤー
四谷 友助（よつや ゆうすけ）
声 - 上村祐翔
職業 - 農民→料理人→魔術師【生物】→鍛冶屋→魔術師【熱】→盗賊
超・合理的で帰宅部の中学3年生。唐突に異世界に飛ばされ、女子たちと力を合わせて戦う羽目になる。3人目の勇者（プレイヤー）。
思春期男子らしく女子には興味があるが、人間が嫌いで単独行動を好む。小学校6年の冬に東京に転校する前の田舎（熊本）にいたころは友人もいるお調子者のムードメーカーだったが、何らかの理由で東京とそこに住む人間を嫌悪し周囲からは無口な奴と思われていた。仲間たちにも敬語で接し必要以上に関わろうとしないが、異世界人や田舎の友人には素で接している。新堂と箱崎のことは自分よりも強い人間と考え、クエストクリアで元の世界に返すことを最優先にしている。鳥井のことは当初は「騙されて人殺しをしようとするようなクズ」と嫌っていたが、後に事情を知って第一印象で決めつけていたことと、自分の人間嫌いが同族嫌悪からくるため、共通点のない鳥井は認めても良いのかもしれないと思っている。人生経験豊富で頭の回転が早いグレンダの言うことはしっかり聞いている。クエストクリアや異世界の問題に積極的に取り組みグレンダが加入するまでは1人で作戦立案などもやっていたが、優先順位上位のこと以外は何もやらないようにしているため、仲間たちからは頼りにされつつも一方で変人・外道と評価されている。命の価値は平等ではなく公平であるべきだと考え、自分を含めてクズは死ねばいいと思っている。なお、自分が世間一般の倫理観と自分の正義感が違っている「中二病の糞ガキ」であることについて自覚はあるが、実感がなく行動を改める気は一切ない。
自分以後の新勇者が加入の際には、元の世界で先に出会うようにゲームマスターから依頼されている。
新堂 衣宇（しんどう いう）
声 - 久保田梨沙
職業 - 魔術師【風】→戦士【剣】→戦士【槍】→上級戦士【剣】
四谷のクラスメイトで1人目の勇者（プレイヤー）。最初に異世界に飛ばされていた。運動神経も容姿も抜群の人気者で、クラスの中で四谷とは正反対ともいえる存在。
幼少期に姉のように慕っていた小百合（声 - 東城日沙子）が虐めで自殺し、自分も小学校に上がると家族が暴走族で迷惑をこうむった教師から虐められるようになり、有名ないい子になって住む世界を変えてきた。教師に虐められていた時に友達に助けられてきたことから、仲間は力という考えを持ち他の仲間に積極的に話しかけている。部活でテニスをやってきたが、魔術師の職業補正による弱体化で思うような結果を出せず、6周目の後、長年慕ってきた四谷遥と相思相愛の関係となれたが、死と隣り合わせの自分と平和に暮らしている相手との価値観の相違を感じ、別れを告げるなど異世界召喚で最も不利益を被っている。
最初の職業が魔術師で身体能力が下がったが、剣の指導をしたカハベルからは4週目までのメンバーの中では一番筋がいいと言われている。3週目では空気を直接相手の体内に送り込むことでトロールにとどめを刺し、戦士職に転職してからはガーゴイルやオーククイーンとの戦いでその才能を発揮している。
箱崎 紅末（はこざき くすえ）
声 - 和氣あず未
職業 - 戦士【剣】→重装戦士【剣】
四谷のクラスメイトで2人目の勇者（プレイヤー）。体が弱く男子が嫌い。四谷が異世界に飛ばされる前から新堂と2人で戦っていた。
毎月5万もする薬を飲み続けており、薬学部のある大学に進学して薬の研究をするのが夢。四谷とは逆に暴力が苦手で他人をしっかり見ている。体力と裏腹に意思が強く、弱いものを見捨てず、うわべだけでない正しい行いをしたがる。体が弱いため戦士の職業補正で身体能力が上がっても剣を振ることもできず（重装戦士に転職してもまともに戦えず盾をだして身を守っている）、四谷からは「存在自体が無力」と軽視されていたが、自分が辛い状況でも人のために行動する強さを見たことで「自分より強い人間」と評価された。四谷のことは凄い人だと認めているが、悪を裁くことに偏った正義では救えない人は大勢いると他人や四谷自身を傷つける価値観を変えたいと思っている。
時舘 由香（ときたて ゆか）
声 - 小市眞琴
職業 - 魔術師【熱】→狩人→魔術師【風】
女性向けソシャゲ好きのオタク女子高生で4人目の勇者（プレイヤー）。長いものに巻かれる性格で、陰口を言いながらも強い方について身を守ってきた。クラスメイトとのちょっとしたトラブルが原因でいじめの対象になり、校内の女子トイレで裸の写真を撮られそうになるが、寸前にゲームマスターからの指示で接触した四谷に助けられた。しかし実際の被害が起きる前に助けられたため大して感謝しておらず「謎の変質者（四谷）」を共通の敵とすることでクラスメイトとの関係を修復するのに利用した。
クエストクリアのことしか考えない四谷のことを外道と思っているが、自分がやるわけではないなら人殺しをしようが関係ないと言ったり倫理観が高いわけではない。新堂のことはスタート地点が違い過ぎて鼻につくし、まともなのは自分と箱崎だけと言っている。しかし、前述の通り長いものに巻かれる性格なので、新堂を含めた3人で行動することが多い。
最初の職業が魔術師でしばらく戦力外扱いだったが、4周目では吹雪の中で1人だけ諦めたのが幸いして雪に埋もれて死亡せずにすみ、ファティナに出会いクエストクリアできた。5周目で狩人に転職してからは戦闘に参加しているが、他のメンバーにしたがっているだけで特に大きな活躍はしていない。
鳥井 啓太（とりい けいた）
声 - 豊永利行
職業 - 戦士【槍】→戦士【斧】
中学中退した19歳の5人目の勇者（プレイヤー）。父親が何度も逮捕されていて母親と弟で暮らしている。闇金の借金取りに脅されて弟と麻薬の売人の殺害計画に加わるが、ゲームマスターからの指示で接触した四谷が妨害し、借金取りが捕まったことで借金もなくなった。
四谷とは人格的に対極で裏表がなくノリがいい性格で、人と（特に同性と）すぐに仲良くなれる。新堂が好みでアプローチし、四谷のことは面白いと気に入っている。元の身体能力が高く最初の職業が戦士だったので5周目時点で一番強い。
グレンダ・カーター
声 - 早見沙織
職業 - 戦士【斧】
自主映画を撮りながら世界を旅する6人目の勇者（プレイヤー）。「男に興味はない」と公言するアメリカ人女性。日本語は話せないが、異世界では普通に意思疎通ができている。
ネットを介して他国のプレイヤーと接点があったため、異世界召喚前にゲームマスターからの接触があった。他国のプレイヤーと接触するため異世界をモデルにした自主映画の作成の協力を四谷に頼む。
一人旅をしているためそれなりに修羅場もくぐり抜けた経験があり、頭も切れるため、四谷と作戦立案や方針の決定を行っている。大人としての責任感からみんなを無事に元の世界に帰そうとする気持ちが強い。
二繁 羽樹（ふたしげ はばき）
職業 - 魔術師【風】
ブラック企業で働いていたシステムエンジニアで7人目の勇者（プレイヤー）。追い込まれて会社のあるビル屋上から飛び降り自殺をしようとしていたところをゲームマスターからの指示で接触した四谷に寸前で助けられる。その後会社は四谷が徹底的にコンピュータやデータを破壊したため倒産してしまい、会社からは解放されたものの、再就職もできずに餓死寸前だったところを（失業手当を貰えることを作中でも指摘されているがその知識がない）召喚される。
最初の職業が魔術師だった上に、社畜根性に染まって指示待ち体質なため戦力としては役に立っていないが、偶然とはいえモンスター討伐に同行したチームの中で唯一生還して、敵モンスターの正体が新たなドラゴンであることを四谷たちに伝える。

#### 他国のプレイヤー
アレックス
アメリカのプレイヤー。投資家の大富豪。
6周目後、衛星と調査船を駆使して地球と異世界を繋ぐ穴からゴブリンの腕を見つけ、世界中のプレイヤーを招集し2つの世界が繋がり始めていることを伝える。

### 4周目
カハベル
声 - 斎藤千和
都市国家「コルトネル」の女騎士。生きてる肉を斬るのが好きで騎士になった。斬っても怪我をしない勇者相手なら斬り放題と剣の稽古をつける条件でクエストに協力する。四谷と似たところがあり、お互い惹かれていた。
5周目では戦争で右手を失い騎士を引退し、2人の子供を育てていた。6周目では亡くなっている。

### 5周目
4周目から15年が経過している。
ヤーナ
声 - 竹達彩奈
ジフォン島の田楽巫女。
アォユー
声 - 悠木碧
ジフォン島の田楽巫女。
カンティル
声 - 三木眞一郎
オークを倒すために雇われた傭兵。元敗戦国の将校でリーダーを務める。
オーククイーンとの戦いの最中に津波に巻き込まれて海に流されるがファティナに助けられる。その後、ファティナの弟子になり、6周目では魔法使いとして再登場する。
ロール
声 - 宮崎遊
オークを倒すために雇われた傭兵。傭兵歴22年のベテランで副リーダーを務める。
ライス
声 - 岡本信彦
オークを倒すために雇われた傭兵。元敗戦国の歩兵で4年前に国が滅び傭兵になった。同国の将校だったカンティルを尊敬している。
カッツ
声 - 池田恭祐
オークを倒すために雇われた傭兵。初仕事の新人。父親に教わって測量ができプロ並みの地図が描ける。本人も地図作成を楽しんでおり、なぜ傭兵をやっているのか疑問に思われている。
サンザマー
声 - 細谷佳正
オークを倒すために雇われた傭兵。ジフォン島の住人だったが15年前に島を出て傭兵になった。ジフォン島を狭くて窮屈で退屈な場所だと飛び出したが、傭兵を続けるうちに戦争のない平和な島であるジフォン島が傭兵の目標の完成形だと気づき、そのことに無自覚な現在の島民を嫌っている。
ラジー
声 - 田坂秀樹
ジフォン島の住人。正体は竜術士でオークを島に連れてきた張本人。噴火した際に溶岩が流れる地域に家を建てることを提案し被害を拡大するなど、生まれた時から長い時間をかけて儀式の下準備を行っていた。

### 6周目イハル・ネモア麻薬戦争編
5周目から17年が経過している。
マリタ
自警団の少女。狩人の娘で弓が得意。ゲレーロハグァを狙ったテロの最中に四谷に助けられ敬意を示す。
麻薬戦争終結後、家族や友人を殺したカルテルと仲間になるのを良しとせず、四谷の助けになるためカンティルに弟子入りする。
カリスト
最大カルテル「ゲレーロハグァ」の幹部。虹の階段の製法を知る人物の一人。
鳥井を気に入り仲間に引き入れ、そこから竜術士による自国の危機を認識し、一時的にプレイヤーたちと手を組む。その後、四谷が麻薬工場を破壊し虹の階段の製法を知ったことを知らされ、観念してゲレーロハグァの名前を残すことを条件に生き残りとともにイハル・ネモア政府に降る。
エピファニオ
No.2カルテル「レヴォルスィナリオ」のリーダー。レヴォルスィナリオ創設時のメンバーで正体は竜術士。
アダン
No.2カルテル「レヴォルスィナリオ」の幹部。虹の階段の製法を知る人物の一人。
グレンダに捕まり捕虜になるが、そこでエピファニオが邪悪な魔法使い竜術士だと知りイハル・ネモア政府に投降し残党の説得をした。
バンタ
ゴールディア王国の麻薬捜査官。ホブルとテビチの上司。
テビチ
ゴールディア王国の新人麻薬捜査官。
ホブル
ゴールディア王国の新人麻薬捜査官。マフィアに家族が人質にされて情報源に使われる。
情報を流していたことに気づいたプレイヤーたちに捕まり用済みとしてマフィアに殺され、捕まっていた家族の遺体も葬儀会場に晒された。この件でプレイヤーたちはマフィアに対して強い怒りを抱いた。

### 6周目死出の旅編
ジェズビー
声 - 上田麗奈
6周目で四谷達がザグロス村に向かう途中で会った少女。
フロック
声 - 堀江瞬
ジェズビーの幼馴染
ラナン
声 - 川原瑛都
ジェズビーの弟
コクス
声 - 宮澤正
ザグロス村長
アイリス
声 - 田村ゆかり
コクスの孫

### 竜
黒き鱗に覆われた大翼竜（ダラァッスウェド・ドラゴン）
竜種の一体。ジフォン島でラジーに呼び出されて血の儀式で力を蓄える。6周目の2年後、ゴールディア王国とイハル・ネモアを滅ぼす。

### その他
ゲームマスター
声 - 諸星すみれ（少女の姿）
自称未来人。顔の上半分がなく、「申しま」「こんにち」のように文末の1語を端折る変わった話し方をするが、黒髪の少女の姿だと普通の人間と変わらない話し方をする。四谷たちの世界では麦わら帽子と白いワンピースを着た長い黒髪の少女やサングラスをかけたスキンヘッドの成人男性の姿といった一般人と同じ姿を使い分けている。
テレビアニメ版では以下のように登場する度に声が変わっているが、四谷が声について尋ねても毎回無視している。
- 第1話 - 若本規夫
- 第2話 - 草尾毅
- 第3話 - 古川登志夫、天龍源一郎
- 第4話〜第6話 - 塩屋浩三
- 第7話 - 速水奨
- 第10話 - 堀川りょう
- 第11話 - 中尾隆聖
- 第12話 - 天龍源一郎、中尾隆聖、稲田徹
- 第13話 - 杉田智和
- 第14話 - クロちゃん（安田大サーカス）
- 第15話 - 竹内順子
- 第16話 - 小山力也
- 第17話 - 小林星蘭
- 第18話 - 関智一
- 第19話 - 浪川大輔
- 第20話 - 田子千尋
- 第21話 - 玄田哲章（サングラス姿）
- 第22話 - こおろぎさとみ
- 第23話 - 高木渉
- 第24話 - 大塚芳忠

ファティナ
声 - 坂本真綾
大魔法使い。竜術士と敵対している。
1人で兵士数十人に匹敵する竜術士もあっさりと倒す強力な魔法の使い手。幼少期から生物魔法を習得しているため200歳を超えていながら若々しい。
4周目では時舘を助けクエストクリアに協力。5周目ではラジーを倒し、海を漂流していたカンティルを助け弟子にする。6周目ではイハル・ネモアの騒動に竜術士が関わっていると察知しカンティルを派遣する。

## プレイヤー（勇者）
プレイヤーは異世界ではバーチャルの肉体になる。痛覚が36分の1になり、傷を負っても血が流れず、死亡してもプレイヤーの数×10秒で復活できる。ただし、捕食されたり復活してもすぐ死ぬ状況だと復活できない。また、身体の一部が捕食されると胃を引き裂くか排泄されるまで再生しない。異世界でのパラメーター上昇・下降は完全ではないが元の世界でも引き継いでいる。異世界人はプレイヤーを一目見ただけで勇者だと認識する。

### パラメータ
それぞれの職業ごとに、本来の身体能力からの補正値が定められており、基本的には元の能力より強化されるが、魔術師系のみはMPと魔力以外のパラメータ全てが80%（ランク1時）となっており、弱体化する。パラメータ補正はランクが1から2に上がるときに2%、それ以降は1%ずつ上昇。ランク10になると10%分上昇したことになり、次の職業に転職すると次の職業にランクアップボーナスが追加される。
体力
肺活量や血液の循環効率やカロリーの燃焼効率などスタミナに関係する数値。
上半身
腰から上の筋力に関係する数値。
下半身
腰から下の筋力に関係する数値。
不随意筋
内臓など自分の意志で動かせない筋力に関係する数値。
強度
健康状態を害する全ての外圧に対抗する力に関する数値。
MP
魔法を使用する際に必要な燃料のような力に関する数値。魔法使い用パラメーターで魔術師になって初めて手に入る。
魔力
各魔法を使用する際の燃費に関する数値。【風】【熱】【生物】でそれぞれ違う数値が入力される。

### 職業
プレイヤーは召喚時にゲームマスターがルーレットを回し止まった職業になる。ランクが10になると時間が止まり再びルーレットを回し、服装・武器・スキルとステータスの一部を引き継いで新しい職業になる。ランクアップのための経験値は魔物を倒す・魔法を使う・雑職限定で料理を作るなどその職業の技術を使うことで経験値を得られる。人間を過剰に攻撃すると経験値が下がる。武器や服はアイテムBOXに収納されて何もない空間から自由に取り出しできるが、鍛冶屋プレイヤーが作成したものを除けば、自分以外の武器や服はすり抜けて使うことができない。
戦士
剣・槍・斧の3職。ちゃんとした武器が使え、身体能力が大きく上昇するため強い職業でルーレットの際は戦士になるように祈ることが多い。ランク10まで上げるとルーレットに上級戦士と重装戦士が追加される。
- 戦士【剣】 - 武器はロングソード・ショートソード・カイトシールド。初期の転職確率は20パーセント。
- 戦士【槍】 - 武器はアイアンスピア・ロングスピア。初期の転職確率は12.5パーセント。
- 戦士【斧】 - 初期の転職確率は12.5パーセント。

魔術師
風・熱・生物の3職。魔力とMPを相当上げないと、まともな魔法が使えないうえ、身体能力が元の能力よりも下がるので「最初に出したら最弱」とハズレ扱いされている。しかも、ランクがなかなか上がらない。異世界人が魔法を使うには詠唱が必要だがプレイヤーは無詠唱で魔法が使える。魔法虫の琥珀が埋め込まれた触媒を使って魔法を使う。触媒がないと魔法は使えないが、逆に触媒があれば元の世界でも魔法は使える。また、プレイヤーは他の触媒を使えないが、異世界人はプレイヤーの触媒を利用して魔法を強化することはできる。ランク10まで上げるとルーレットに上級魔術師と魔導師が追加される。
- 魔術師【風】 - 武器は魔術師【風】の杖。空気を移動させる風魔法が使用可能。初期の転職確率は12.5パーセント。
- 魔術師【熱】 - 武器は魔術師【熱】の杖。周囲の温度を変化させる熱魔法が使用可能。初期の転職確率は12.5パーセント。
- 魔術師【生物】 - 武器は魔術師【生物】の手袋。生物の新陳代謝や自身の言動の説得力を変化させる生物魔法が使用可能。初期の転職確率は12.5パーセント。攻撃能力はないが、生物の新陳代謝の変化で傷を治し、言葉の説得力の上昇で相手を操るなど、魔術師で唯一役に立つ魔法が使える。相手の認識を操作し自分の存在感を低下させたり、無害だと認識させたりも可能。

盗賊
武器はダガーと棍棒。初期の転職確率は7.5パーセント。
狩人
武器はロングボウ・ショートボウ・矢×20・銅縄。矢は1分に1つ補充される。総量は無限なものの、ストックが尽きると1分に1回しか攻撃できない。初期の転職確率は7.5パーセント。
雑職
上記に含まれない5職。ネタ職のように見えるが、戦士職と比べるとやや低いが身体能力は上昇し、便利なスキルがあるので意外と役に立つ。また、戦闘以外でも農民なら農耕など職業にまつわる活動で経験値が獲得でき、戦士職よりもランクが上がり易い。初期の転職確率は全て0.5パーセント。
- 農民 - 武器は鍬と鎌。食用植物の知識を得る。
- 料理人 - 武器は包丁数種類・鍋・フライパン。Cランク以下の魔物・動物の体内構造および調理方法の知識を得る。Cランク以下の魔物が相手なら名前と脅威度と内臓の位置がわかるので意外と強い。
- 鍛冶屋 - 武器はハンマー（中）とハンマー（大）。武器防具の製造が可能。鍛冶屋プレイヤーが作成した装備品は全てのプレイヤーが使用できる。ただし、金属・皮の知識を得るだけなので鍛冶の経験を積まないとまともな武器は作れない。ハンマー（中）は他のプレイヤーの武器に触れて金属の曲がりなどを直す能力があり、ハンマー（大）は鉱物・木材に対して強度が10倍になる能力がある。

### 瞬間移動（ファストトラベル）
5周目から追加されたシステム。一度行った場所に一瞬で移動できる。条件は「全員が生存状態で1か所にいる」「全員一緒にしか移動できない」「異世界の人・生物・建物は移動できない」「一度使うと次に使うまで24時間の待機時間が必要」。

## クエスト
異世界に飛ばされてゲームマスターの指定するクエストをクリアすれば元の世界に帰れる。完全攻略まで10回のクエストが行われ、周回ごとに1人ずつ勇者（プレイヤー）が増えていき、最終的に10人でクリアすることになる。周回ごとのクリア報酬で初参加のプレイヤーがゲームマスターに1つ質問する権利が貰える。ただし、仮定を交えると仮定が間違っていた場合は質問への答えはない。クエストクリアから次のクエストまで異世界では20年前後の時間が経過している。
|        | クエスト                                                             | 初参加             | クリア報酬 |
| ------ | -------------------------------------------------------------------- | ------------------ | --- |
| 1周目  | 「ゴブリン三体の討伐」                                               | 新堂衣宇           | - 質問「なんでわたしが選ばれたの？」 - 回答「あなた方のとある知人に依頼されて」 |
| 2周目  | 「集落二つの発見」                                                   | 箱崎紅末           | - 質問「貴方たちは何者？」 - 回答「未来人」 |
| 3周目  | 「村長の依頼をこなす」期間14日。                                     | 四谷友助           | - 質問「10周目または10周目クリア後、俺たちは何をする？」 - 回答「では我々の世界線で起こったverの映像をご覧くだ」（東京でドラゴンと戦う映像を見せられる） |
| 4周目  | 「MAPの5%踏破。荷物をラドボードに届ける」期間40日。                  | 時舘由香           | - 質問「この世界って…結局仮想空間ってことでいいんだよね？」 - 回答「あそこは…46億年前に分岐したものの人類そっくりの知的生命体が誕生し彼らが人類史に似た歴史を送っているというために波長が合ったという…別可能性上の地球でござ」「仮想空間ではございませ。地球と同じ場所に存在する惑星でござ」 |
| 5周目  | 「ジフォン・バフォをヴァイクダマニアで捧げる」期間19日。             | 鳥井啓太           | - 質問「あの竜術士は何がしたかったんだ？」 - 回答「ドラゴンの復活」 |
| 6周目A | 「ゴールディア王国における虹の階段の常用者を3%未満にする」期間90日。 | グレンダ・カーター | - 質問「なぜ我々はクエストに失敗したら死ぬんだ？」 - 回答「有限のリソースの中で…最大限の効果を発揮できる手段を選んだ結果……でござ」 |
| 6周目B | ザグロス村の全滅を防ぐ。（制限時間：30日間）                         | グレンダ・カーター | - 質問「ドラゴンは私たちの世界にどうやって現れるんだ？」 - 回答「二つの世界を繋ぐ小さな穴がありま・・・その穴が徐々に広がりやがてドラゴンがやってきま」 |

## 用語
メリ大陸
異世界にある大陸。
勇者
プレイヤーの異世界での呼び名。異世界でプレイヤーをプレイヤーと呼ぶのは魔法使いのみ。扱いは「何百年後に世界を救うかもしれない」「神」「別世界の仙人」「悪魔」など宗教によって異なる。異世界人はプレイヤーを一目見ただけで勇者だと認識する。
竜術士（ドラゴンビショップ）
ドラゴンの復活を目論む集団。血の儀式で竜を復活させるため、何らかの理由で死亡した人間（母胎内の心停止含む）の肉体にとりつくことで国や組織の中枢に紛れ込み、何十年もかけて大量の死者が出るように世の中を操る。上級魔法使い並みの魔力と1人で兵士数十人に匹敵する戦闘能力を持つ。頭髪が無く、正体を現すと顔に紋様が浮かび上がる。
血の儀式
呪いによる魂の大規模吸収。儀式の範囲内では生命力が吸われて、時間経過で死亡するか、魔物か人間に殺されると、その魂は最寄りの竜のものとなる。ただし、竜や竜術士が殺しても効果はない。なお、竜に取り込まれた魂は、輪廻転生することができないため、人間の数が減っていく。
脅威度
モンスターの危険さを示す8段階のランク。王国正規軍兵士が何人いれば互角以上に戦えるかを示している、
| 脅威度 | G       | F | E | D     | C      | B       | A      | S                |
| 兵士数 | 0.1未満 | 1 | 2 | 3〜10 | 11〜50 | 51〜200 | 201〜∞ | 勝ち目が見えない |

狂戦士（バーサーカー）
人間が「消化できない量の魔力」を含んだ魔物の肉を食べることで、理性を失って人や家畜を襲う魔物同然になった存在。取り込んだ魔力が多いほど、人間離れした見た目と力を持つ。消化できる範囲内での魔物の肉の摂取は魔法使いが体内MP量を上げるために行われるが一度狂戦士化すると元には戻れないとされており、弟子が加減を間違えて狂戦士化することは師匠の恥とみなされる。

### 4周目
都市国家コルトネル
メリ大陸のほぼ中心地にある小国。4周目の後に侵略行為を続けるデォック王国に対抗するため周囲の国に伝令を送り連合軍を設立する。
国際港ラドドーボ
メリ大陸の西端に位置する港。
デォック王国
メリ大陸統一を目指す独裁国。4周目の1年後に22ヶ国の連合軍と戦争が起き14年以上戦い続け敗北した。実は竜術士が大臣として紛れ込んでおり、連合軍との戦争で血の儀式が行われた。

### 5周目
ジフォン島
5周目の舞台。ラドドーボから西にある火山島。体格に劣るため多くが奴隷にされていたジフォン族が900年前に大陸を脱出して島にたどり着き、貧しい土地を開拓して長い時間をかけて繁栄し、金銭的に豊かになった。しかし、5年前に難破船に乗って島に上陸したオークとの戦いに敗れて以降は、バフォを差し出す代わりに生存を許されるだけの奴隷となっている。
田楽巫女ヴァイクダム
ジフォン島の巫女。田植えの時に田楽を舞い、収穫祭で供え物をささげる儀式を行う。その儀式は現実世界におけるアイドルソングとオタ芸そのものである。
ジフォン・バフォ
一般的な食用家畜バフォのジフォン島産で高級ブランド。
ヴァイクダマニア
ジフォン島で行われる収穫祭
オーク
正式名称はオーク科テナガオーク目イジャテナガオーク。一体の女王（声：くじら）が自分の産んだ雄たちを率いており、ジフォン島に流れ着いた女王一人から、わずか5年で子供は十四体のオスと一体のメス（次期女王）まで繁殖していた。通常のモンスターと異なり独自の言語を持ち、人語も会話するなど高い知能を持つが、人間を食料として見なしているため、交渉はできても共存できない存在である。身長3メートルほどで、リーチが長い手は人間を簡単に撲殺できる怪力を備える上に並の武器では歯が立たない硬い皮膚を持ち、遠距離攻撃か大型武器でのヒットアンドアウェイができなければまともに戦えない。脅威度は女王がC-、オスはD。

### 6周目
ゴールディア王国
メリ大陸北東に位置する大国。マフィアによって虹の階段という麻薬が蔓延している。6周目の2年後に黒き鱗に覆われた大翼竜に滅ぼされた。
イハル・ネモア
貧困国。元々はゴールディア王国がある場所にあったが、約300年前にゴールディア王国に土地を奪われて、その周囲に難民キャンプを作り今の状態になった。ゴールディア王国との不平等条約によって経済発展が阻害されている。
6周目の2年後に黒き鱗に覆われた大翼竜に滅ぼされ、イハル人は移動式の住居で周辺に暮らしている。
ゲレーロハグァ
最大カルテル。約7000人が所属。元々はイハル・ネモアの正規軍で、ゴールディア王国に奪われた土地を取り戻すのが最終目的である。虹の階段の生産が原因で大量のマンティスが国を襲うなど、自国民に多大な犠牲を出しているが、幹部たちは国のために戦っていると主張するなど独善的な考えを持つ。虹の階段を使ってゴールディア王国を弱体化させ、集めた金で傭兵を雇い戦争を仕掛けるつもりだったが、プレイヤーたちに麻薬工場を潰され製法も知られたため、ゲレーロハグァの名前を残すことを条件にイハル・ネモア政府に投降した。
レヴォルスィナリオ
No.2カルテル。約4000人が所属。元々はゲレーロハグァから身を守るため約20年前に結成された自警団だったが、人数が増えて末端構成員のモラルが低下し資金調達のため、略奪・強盗・麻薬の売買を行うようになりカルテルに成り下がった。現在は「麻薬を売って良い暮らしがしたい」「ゲレーロハグァは同業の敵だから排除したい」と特に目的もなく利益だけを求めている。リーダーのエピファニオが邪悪な魔法使い竜術士だと明らかになり一部が離反。その後、麻薬工場が破壊されたことで完全に壊滅した。
自警団
カルテルからの自衛のために有志が集まった集団。約1500人が所属。カルテルと敵対しているが、カルテルに対して私刑を行う無法者集団でもあり、法律に違反していることと、捕まえたカルテル構成員を金や人質と交換で釈放する警察をカルテルの仲間とみなしているため警察とも敵対関係にある。
レイハーブ
イハル・ネモアで栽培される茶葉。イハル人は神の草と称し、レイハーブが群生している土地を開拓したのが、イハル・ネモアの始まりである。約800年前から栽培されているが、約20年前からカルテルによって虹の階段の材料に使われている。
虹の階段
レイハーブを加工して作られる麻薬。作り方はレイハーブを魔物・マンティス（雌）の体内で消化・発酵させることでできる。このためイハル・ネモアには雌のマンティスのフェロモンを感じた大量の雄のマンティスが決まった時期に攻めるようになり、毎年何十人の死傷者がでている。この事実は一部幹部しか知らず、カルテルメンバーすらその被害を受けていた。そのため、製法がばれるとそれを知る者はイハル国民すべてを敵に回す羽目になる。

## 書誌情報

### 漫画
- 山川直輝（原作） / 奈央晃徳（漫画） 『100万の命の上に俺は立っている』 講談社〈講談社コミックス〉、既刊21巻（2025年4月9日現在）
  1. 2016年10月7日発売[11]、ISBN 978-4-06-395810-2
  2. 2017年3月9日発売[12]、ISBN 978-4-06-395878-2
  3. 2017年9月8日発売[13]、ISBN 978-4-06-510184-1
  4. 2018年1月9日発売[14]、ISBN 978-4-06-510547-4
  5. 2018年6月8日発売[15]、ISBN 978-4-06-511573-2
  6. 2018年11月9日発売[16]、ISBN 978-4-06-513245-6
    - 特装版 同日発売[17]、ISBN 978-4-06-514107-6

  7. 2019年4月9日発売[18]、ISBN 978-4-06-514870-9
  8. 2019年9月9日発売[19]、ISBN 978-4-06-516443-3
  9. 2020年3月9日発売[20]、ISBN 978-4-06-518513-1
  10. 2020年9月9日発売[21]、ISBN 978-4-06-520592-1
  11. 2020年12月9日発売[22]、ISBN 978-4-06-521677-4
  12. 2021年7月9日発売[23]、ISBN 978-4-06-524016-8
  13. 2021年12月9日発売[24]、ISBN 978-4-06-526272-6
  14. 2022年5月9日発売[25]、ISBN 978-4-06-527831-4
  15. 2022年10月7日発売[26]、ISBN 978-4-06-529403-1
  16. 2023年3月9日発売[27]、ISBN 978-4-06-531035-9
  17. 2023年8月8日発売[28]、ISBN 978-4-06-532602-2
  18. 2024年1月9日発売[29]、ISBN 978-4-06-534165-0
  19. 2024年6月7日発売[30]、ISBN 978-4-06-535792-7
  20. 2024年11月8日発売[31]、ISBN 978-4-06-537421-4
  21. 2025年4月9日発売[32]、ISBN 978-4-06-539052-8

### 小説
- 山川直輝（原作） / 奈央晃徳（イラスト・原作） / 平林佐和子（著） 『小説 100万の命の上に俺は立っている 〜死出の旅編〜』 講談社〈KCデラックス〉、2021年7月9日発売[33]、ISBN 978-4-06-523781-6

## テレビアニメ
第1シーズンが2020年10月から12月まで、第2シーズンが2021年7月から9月まで、TOKYO MXほかにて放送された。5周目のクエストまでは原作に準拠しているが、6周目は原作の「イハル・ネモア麻薬戦争編」ではなく、アニメ版の脚本を担当した平林佐和子がIF展開を描いた小説「〜死出の旅編〜」が基になっている。原作の山川のツイートによると「麻薬ネタがNGだった」とのこと。
第1シーズン第1話は通常版に加えていらすとやを用いた「ワケあり版」が制作されており、地上波最速放送およびインターネット最速配信では後者が使用された。また、各回のエンディング後には本編ストーリーとは直接関係が無いミニコントコーナー（第1シーズン）、ゲームマスターによるウソ次回予告とじゃんけんのコーナー（第2シーズン）が挿入されている。
2021年9月29日に全24話を収録したBlu-ray BOX（1000784602）が発売。

### スタッフ
- 原作 - 山川直輝、奈央晃徳[5][6]
- 監督 - 羽原久美子[5][6]
- シリーズ構成 - 吉岡たかを[5][6]
- メインキャラクターデザイン - 小島えり、舛舘俊秀[5]、出口花穂（第2シーズン）[6]
- サブキャラクターデザイン - 大場優子[5][6]
- 美術監督 - 柴田聡[5]
- 色彩設計 - 渡辺亜紀[5]
- 撮影監督 - 野村雪菜[5]
- 編集 - 小峰博美
- 3DCGディレクター - 杉本達彦
- 音響監督 - 矢野さとし[5]
- 音楽 - 伊藤賢[5][6]
- 音楽制作 - ランティス[5][6]
- 音楽プロデューサー - 吉江輝成
- プロデューサー - 青井宏之、藤井貴大（第1シーズン）、佐藤晴美、松田章男、米澤明、吉江輝成、佐藤圭介、大和田智之、伊藤すみれ（第2シーズン）
- アニメーションプロデューサー - 向井悠樹
- アニメーション制作 - MAHO FILM[5]
- 製作 - 100万の命の上に俺は立っている製作委員会[5]

### 主題歌
第1シーズン
「Anti world」
高槻かなこによるオープニングテーマ。作詞は高槻、作曲・編曲は睦月周平。
「カルペ・ディエム」
Liyuuによるエンディングテーマ。作詞は児玉雨子、作曲・編曲はJUVENILE。題名はラテン語で「その日を摘め」と言う意味。EPISODE 10では、本編で四谷が雪山で遭難して「四谷友助死す」のサブタイトルが表示された直後に、Liyuuが雪の中で戯れる実写による特別エンディング映像が流れた。
「Dear My MAJIHA Sisters」
劇中劇『ふたりはマジハナイト』の主題歌という扱いで使用される挿入歌。作詞は大森祥子、作曲・編曲は伊藤賢、歌はマジハパープル（高槻かなこ）とマジハピンク（降幡愛）。EPISODE 11では特別オープニングとして使用され、本編のキャラクターが一切登場しないマジハナイト第1シーズンの最終決戦を描いたアバンタイトルに続いて『ふたりはマジハナイト』のオープニング映像が流れた。本編中では時舘由香の回想と妄想として、初代マジハナイトに加え、シリーズ作で登場する二代目マジハピンク（斉藤朱夏）と三代目マジハピンク（諏訪ななか）も登場。
第2シーズン
「Baddest」
樋口楓によるオープニングテーマ。作詞はRUCCA、作曲・編曲は光増ハジメ。
「Subversive」
高槻かなこによるエンディングテーマ。作詞は高槻、作曲・編曲は睦月周平、コーラスアレンジは渡部沙智子。
「八百万の島の唄」
ヤーナ(竹達彩奈)、アォユー(悠木碧)によるEPISODE14挿入歌。作詞は山川直輝、作曲・編曲は伊藤賢。
ジフォン島に800年前から伝わる伝承歌。EPISODE16では、ヤーナ(竹達彩奈)による「～詠唱ver.～」が使用された。

### 各話リスト
| 話数        | サブタイトル                              | 脚本        | 絵コンテ                | 演出                | 作画監督                                                                  | 総作画監督                                     | 初放送日       |             |             |             |             |             |             |             |             |             |             |             |             |             |             |             |             |             |
| 第1シーズン | 第1シーズン                               | 第1シーズン | 第1シーズン             | 第1シーズン         | 第1シーズン                                                               | 第1シーズン                                    | 第1シーズン    | 第1シーズン | 第1シーズン | 第1シーズン | 第1シーズン | 第1シーズン | 第1シーズン | 第1シーズン | 第1シーズン | 第1シーズン | 第1シーズン | 第1シーズン | 第1シーズン | 第1シーズン | 第1シーズン | 第1シーズン | 第1シーズン | 第1シーズン |
| ----------- | ----------------------------------------- | ----------- | ----------------------- | ------------------- | ------------------------------------------------------------------------- | ---------------------------------------------- | -------------- | ----------- | ----------- | ----------- | ----------- | ----------- | ----------- | ----------- | ----------- | ----------- | ----------- | ----------- | ----------- | ----------- | ----------- | ----------- | ----------- | ----------- |
| EPISODE 1   | 勇者失格                                  | 吉岡たかを  | 羽原久美子              | 羽原久美子          | 関口雅浩 青木真理子                                                       | 大場優子                                       | 2020年 10月2日 |             |             |             |             |             |             |             |             |             |             |             |             |             |             |             |             |             |
| EPISODE 2   | 大嫌いなこの街を                          | 吉岡たかを  | 大久保富彦              | 大久保富彦          | 出口花穂                                                                  | 舛舘俊秀 出口花穂                              | 10月9日        |             |             |             |             |             |             |             |             |             |             |             |             |             |             |             |             |             |
| EPISODE 3   | あたしを助けて                            | 吉岡たかを  | 柳瀬雄之                | 柳瀬雄之            | 柳瀬雄之                                                                  | 出口花穂 大場優子 舛舘俊秀                     | 10月16日       |             |             |             |             |             |             |             |             |             |             |             |             |             |             |             |             |             |
| EPISODE 4   | コルトネルのカハベル                      | 吉岡たかを  | 大藪恭平                | 大藪恭平            | 出口花穂 関口雅浩 青木真理子                                              | 出口花穂 大場優子                              | 10月23日       |             |             |             |             |             |             |             |             |             |             |             |             |             |             |             |             |             |
| EPISODE 5   | 命の価値は                                | 吉岡たかを  | アミノテツロ            | 大藪恭平            | 関口雅浩 青木真理子 坂口蒼星 西田美弥子                                   | 大場優子 西田美弥子 舛舘俊秀                   | 10月30日       |             |             |             |             |             |             |             |             |             |             |             |             |             |             |             |             |             |
| EPISODE 6   | 古代遺跡ホッズ ・バニャザット・アラグッツ | 吉岡たかを  | M.F.K                   | 日下直義            | 出口花穂 関口雅浩                                                         | 出口花穂 西田美弥子                            | 11月6日        |             |             |             |             |             |             |             |             |             |             |             |             |             |             |             |             |             |
| EPISODE 7   | 光の戦士と闇の他人                        | 吉岡たかを  | 大久保富彦              | 大久保富彦          | 大久保富彦 出口花穂 関口雅浩 青木真理子 西田美弥子                        | 出口花穂 大場優子 西田美弥子                   | 11月13日       |             |             |             |             |             |             |             |             |             |             |             |             |             |             |             |             |             |
| EPISODE 8   | ノン プレイヤーキラー                     | 吉岡たかを  | 大藪恭平                | 又野弘道            | 飯飼一幸                                                                  | 出口花穂 西田美弥子 舛舘俊秀                   | 11月20日       |             |             |             |             |             |             |             |             |             |             |             |             |             |             |             |             |             |
| EPISODE 9   | ときめきログアウト                        | 平林佐和子  | 柳瀬雄之                | 柳瀬雄之            | 柳瀬雄之 西田美弥子                                                       | 西田美弥子                                     | 11月27日       |             |             |             |             |             |             |             |             |             |             |             |             |             |             |             |             |             |
| EPISODE 10  | 四谷友助死す                              | 伊神貴世    | M.F.K                   | 神原敏昭            | 出口花穂 関口雅浩 青木真理子 西田美弥子 舛舘俊秀                          | 出口花穂 大場優子 西田美弥子 舛舘俊秀          | 12月4日        |             |             |             |             |             |             |             |             |             |             |             |             |             |             |             |             |             |
| EPISODE 11  | マジハよ永遠に                            | 伊神貴世    | M.F.K                   | 日下直義            | 出口花穂 関口雅浩 青木真理子 小島えり 西田美弥子 舛舘俊秀                 | 出口花穂 大場優子 小島えり 西田美弥子 舛舘俊秀 | 12月11日       |             |             |             |             |             |             |             |             |             |             |             |             |             |             |             |             |             |
| EPISODE 12  | 殺人犯の夏                                | 吉岡たかを  | 羽原久美子              | 日下直義            | 出口花穂 大場優子 関口雅浩 青木真理子 西田美弥子 舛舘俊秀                 | 出口花穂 大場優子 小島えり 西田美弥子 舛舘俊秀 | 12月18日       |             |             |             |             |             |             |             |             |             |             |             |             |             |             |             |             |             |
| 第2シーズン |                                           |             |                         |                     |                                                                           |                                                |                |             |             |             |             |             |             |             |             |             |             |             |             |             |             |             |             |             |
| -           | 第1シーズン総集編                         | -           | -                       | -                   | -                                                                         | -                                              | 2021年 7月3日  |             |             |             |             |             |             |             |             |             |             |             |             |             |             |             |             |             |
| EPISODE 13  | そうだ ジフォン、行こう                   | 平林佐和子  | 羽原久美子              | 羽原久美子          | 出口花穂 関口雅浩 青木真理子 鎌田均 小島えり 兒玉ひかる 柳瀬雄之          | 出口花穂 大場優子 小島えり                     | 7月10日        |             |             |             |             |             |             |             |             |             |             |             |             |             |             |             |             |             |
| EPISODE 14  | ヤーナ＆アォユー ふたりはヴァイクダム     | 伊神貴世    | M.F.K                   | 日下直義            | 大久保富彦 出口花穂 関口雅浩 青木真理子 鎌田均 小島えり 舛舘俊秀 柳瀬雄之 | 出口花穂 大場優子 舛舘俊秀                     | 7月17日        |             |             |             |             |             |             |             |             |             |             |             |             |             |             |             |             |             |
| EPISODE 15  | 正義の味方にはなれない                    | 平林佐和子  | 大藪恭平                | 大藪恭平            | 大久保富彦 出口花穂 大場優子 関口雅浩 舛舘俊秀 柳瀬雄之                   | 出口花穂 大場優子 舛舘俊秀                     | 7月24日        |             |             |             |             |             |             |             |             |             |             |             |             |             |             |             |             |             |
| EPISODE 16  | 流れる島                                  | 伊神貴世    | M.F.K                   | 日下直義            | 大久保富彦 出口花穂 関口雅浩 舛舘俊秀 山﨑香                              | 出口花穂 大場優子 舛舘俊秀                     | 7月31日        |             |             |             |             |             |             |             |             |             |             |             |             |             |             |             |             |             |
| EPISODE 17  | ツィンコ ビンビン                         | 平林佐和子  | 杉島邦久                | 高橋雅和            | 柳瀬雄之 小田真弓 岩井優器                                                | 出口花穂                                       | 8月7日         |             |             |             |             |             |             |             |             |             |             |             |             |             |             |             |             |             |
| EPISODE 18  | 彼らはただそれを見上げる                  | 伊神貴世    | アミノテツロ            | 又野弘道            | 飯飼一幸                                                                  | 出口花穂                                       | 8月14日        |             |             |             |             |             |             |             |             |             |             |             |             |             |             |             |             |             |
| EPISODE 19  | 短編映画と六番目の勇者                    | 吉岡たかを  | M.F.K                   | 日下直義            | 大久保富彦 出口花穂 大場優子 関口雅浩 舛舘俊秀                            | 出口花穂 大場優子 舛舘俊秀                     | 8月21日        |             |             |             |             |             |             |             |             |             |             |             |             |             |             |             |             |             |
| EPISODE 20  | 死出の旅                                  | 吉岡たかを  | 柳瀬雄之                | 柳瀬雄之            | 柳瀬雄之                                                                  | 出口花穂                                       | 8月28日        |             |             |             |             |             |             |             |             |             |             |             |             |             |             |             |             |             |
| EPISODE 21  | 魔獣総進撃                                | 吉岡たかを  | アミノテツロ            | 大藪恭平            | 大久保富彦 出口花穂 大場優子 関口雅浩 舛舘俊秀                            | 出口花穂 大場優子 舛舘俊秀                     | 9月4日         |             |             |             |             |             |             |             |             |             |             |             |             |             |             |             |             |             |
| EPISODE 22  | 滅亡への意志                              | 吉岡たかを  | M.F.K                   | 日下直義            | 大久保富彦 出口花穂 大場優子 関口雅浩 飯飼一幸 大槻ちえ 舛舘俊秀          | 出口花穂 大場優子 舛舘俊秀                     | 9月11日        |             |             |             |             |             |             |             |             |             |             |             |             |             |             |             |             |             |
| EPISODE 23  | ドラゴンビショップ                        | 吉岡たかを  | 杉島邦久                | 山本隆太            | 雨宮英雄 飯塚葉子 宇都木勇 小倉恭平 承山菜美 柳瀬譲二                     | 出口花穂                                       | 9月18日        |             |             |             |             |             |             |             |             |             |             |             |             |             |             |             |             |             |
| EPISODE 24  | 100万の命の上に                           | 吉岡たかを  | 羽原久美子 アミノテツロ | 羽原久美子 又野弘道 | 出口花穂 大場優子 大槻ちえ 小島えり 関口雅浩 舛舘俊秀 飯飼一幸            | 出口花穂 大場優子 小島えり 舛舘俊秀            | 9月25日        |             |             |             |             |             |             |             |             |             |             |             |             |             |             |             |             |             |

### 放送局
| 放送期間                 | 放送時間                     | 放送局   | 対象地域   | 備考                                        |
| ------------------------ | ---------------------------- | -------- | ---------- | ------------------------------------------- |
| 2020年10月2日 - 12月18日 | 金曜 22:00 - 22:30           | TOKYO MX | 東京都     | 第1話通常版は10月4日 日曜 22:30 - 23:00     |
| 2020年10月3日 - 12月19日 | 土曜 1:30 - 2:00（金曜深夜） | BS11     | 日本全域   | 製作参加 / BS放送 / 『ANIME+』枠            |
|                          | 土曜 2:55 - 3:25（金曜深夜） | 毎日放送 | 近畿広域圏 | 製作参加                                    |
| 2020年10月5日 - 12月21日 | 月曜 21:00 - 21:30           | AT-X     | 日本全域   | CS放送 / リピート放送あり                   |
| 2020年10月8日 - 12月24日 | 木曜 0:30 - 1:00（水曜深夜） | WOWOW    | 日本全域   | 製作参加 / BS/CS放送 / 『アニメプライム』枠 |

| 放送期間                                        | 放送時間                     | 放送局   | 対象地域   | 備考                                 |
| ----------------------------------------------- | ---------------------------- | -------- | ---------- | ------------------------------------ |
| 2021年7月10日 - 9月25日                         | 土曜 0:30 - 1:00             | TOKYO MX | 東京都     |                                      |
|                                                 |                              | BS11     | 日本全域   | BS放送 / 『ANIME+』枠                |
|                                                 | 土曜 2:55 - 3:25（金曜深夜） | 毎日放送 | 近畿広域圏 |                                      |
| 2021年7月12日 - 9月27日                         | 月曜 21:00 - 21:30           | AT-X     | 日本全域   | CS放送 / 字幕放送 / リピート放送あり |
| 2021年7月15日 - 9月30日                         | 木曜 0:30 - 1:00（水曜深夜） | WOWOW    | 日本全域   | BS/CS放送 / 『アニメプライム』枠     |
| 本放送前週には第1シーズンの総集編が放送された。 |                              |          |            |                                      |

| 配信開始日    | 配信時間                     | 配信サイト |
| ------------- | ---------------------------- | --- |
| 2020年10月2日 | 金曜 22:00 - 22:30           | ABEMA |
|               | 金曜 22:00 更新              | dアニメストア |
| 2020年10月6日 | 火曜 0:00（月曜深夜） 更新   | Netflix J:COMオンデマンド みるプラス TELASA auスマートパスプレミアム バンダイチャンネル hulu WOWOWメンバーズオンデマンド ひかりTV FOD TVer MBS動画イズム GYAO! ニコニコチャンネル |
|               | 火曜 0:00 - 0:30（月曜深夜） | ニコニコ生放送 |

| 配信開始日                                                          | 配信時間                   | 配信サイト |
| ------------------------------------------------------------------- | -------------------------- | --- |
| 2021年7月10日                                                       | 土曜 0:30（金曜深夜） 更新 | ABEMA dアニメストア |
| 2021年7月13日                                                       | 火曜 0:30（月曜深夜） 更新 | Netflix Amazon Prime Video J:COMオンデマンド みるプラス TELASA auスマートパスプレミアム U-NEXT アニメ放題 バンダイチャンネル hulu WOWOWオンデマンド ひかりTV FOD TVer MBS動画イズム GYAO! ニコニコ生放送 ニコニコチャンネル TSUTAYA TV ビデオマーケット DMM.com Rakuten TV PlayStation Video Google Play クランクイン！ビデオ HAPPY!動画 |
| ABEMA・dアニメストアでは本配信前週に第1シーズン総集編が配信された。 |                            | |